# Aristofusus
Aristofusus is een geslacht van weekdieren uit de klasse van de Gastropoda (slakken).

## Soorten
- Aristofusus benjamini (Hadorn, 1997)
- Aristofusus couei (Petit de la Saussaye, 1853)
- Aristofusus excavatus (G. B. Sowerby II, 1880)
- Aristofusus helenae (Bartsch, 1939)
- Aristofusus henikeri (G. B. Sowerby I, 1850)  †
- Aristofusus isthmicus (Böse, 1910)  †
- Aristofusus miocosmius (Olsson, 1922)  †
- Aristofusus stegeri (W. G. Lyons, 1978)
- Aristofusus vonderschmidti (Rutsch, 1934)  †
- Aristofusus waltonensis (J. A. Gardner, 1944)  †